# Lån mig din kone
Lån mig din kone er en dansk film fra 1957.
- Manuskript Fleming Lynge og Preben Neergaard.

Instruktion Preben Neergaard og Anker Sørensen.
Blandt de medvirkende kan nævnes:
- Gunnar Lauring
- Anne Werner Thomsen
- Preben Mahrt
- Buster Larsen
- Lily Broberg
- Chr. Arhoff
- Bodil Steen
- Ole Monty
- Knud Hallest
- Bjørn Spiro
- Poul Bundgaard
- Ego Brønnum-Jacobsen